# Veinticinco de Mayo (Chubut)

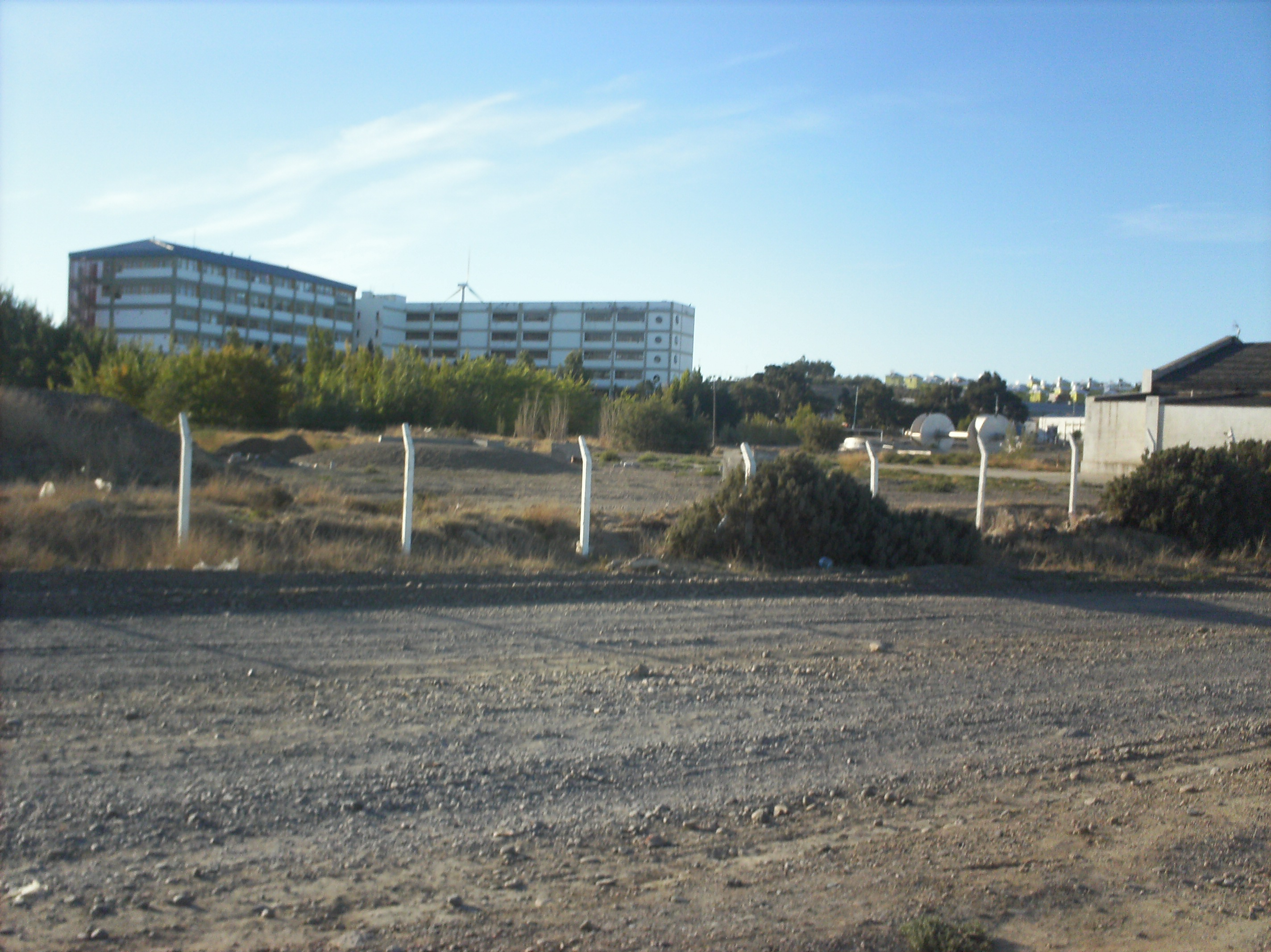
Vista parcial de la ciudad universitaria desde la playa.

Veinticinco de Mayo, también denominado Km. 4 y de forma más reciente el 4 es un barrio comodorense del Departamento Escalante, en la Provincia del Chubut. Está localizado en la «Zona Norte» del municipio de Comodoro Rivadavia, por su distancia de 4 km respecto del centro del aglomerado urbano de la ciudad petrolera tiene un trato específico respecto de otros barrios comodorenses. El barrio es apodado ciudad universitaria por contener las instalaciones de la universidad nacional de la Patagonia.

## Población
Cuenta con 132 habitantes (Indec, 2001), integra el aglomerado urbano Comodoro Rivadavia - Rada Tilly. El censo de 2010 no brindó datos individuales de las localidades - barrio de Comodoro Rivadavia.

## Urbanismo
El barrio dista a 4 km del centro de Comodoro en un sector estratégico erigido entre la ruta Nacional 3 y el mar. Sumado a que su sector costero era recorrido por el Ferrocarril de Comodoro Rivadavia, junto a la ruta provincial 1, le aseguraron una rápida conexión y comunicación .
Desde los años 1970 contiene la ciudad universitaria donde se emplaza la sede principal de la Universidad Nacional de la Patagonia San Juan Bosco, por lo que gran parte de sus habitantes son universitarios, es decir, docentes, personal no docente y estudiantes de la universidad. En el pasado la localidad estuvo separada y poco poblada respecto de los otros focos urbanos y era fácil diferenciarla de otros barrios. Además, la creación de la universidad en los 70, junto con un plan de viviendas creado al frente de la casa de altos estudios dejó a km. 4 muy cerca de km. 5, que dejó algo difusos su límite norte, en tanto el límite con barrio Castelli está mucho más al noroeste.
Por último, la expansión en años recientes de General Mosconi puso bajo su órbita a barrios que antiguamente estaban muy distantes. Sin embargo, que hoy están a menos de una cuadra o metros de distancia, como lo son  Villa S.U.P.E. (hoy Médanos) y Saavedra, siendo el primero ya incluido dentro de General Mosconi (Chubut) (km. 3) por la municipalidad de Comodoro Archivado el 4 de marzo de 2016 en Wayback Machine..
En el barrio se emplaza el intercambiador de rutas. Se diferencia de las demás localidades vecinas (barrios de zona norte) anteriores por su dispersión geográfica entre baldíos y lomas. Distribuido en terrenos aterrazados estables y llanos, los núcleos se diferencian de las aglomeraciones costeras que se encuentran condicionadas en su crecimiento por las barreras naturales que actúan, en ocasiones, como determinantes la población se asienta sobre antiguos acantilados, laderas escarpadas y terrazas marinas que son tapizados por la extensión urbana que serpentea y totaliza en la geografía buscando los cañadones (con el riesgo de deslizamientos en masa por desplazamiento de bloques de terreno arcilloso, fenómeno típico en las laderas de la zona).
La mayoría de la población está concentrada en el desagote de cuencas extensas e importantes; ocupando el sector aterrazado por el desagote pluvial, y otros los espacios costeros, o continentales hacia el interior de los cañadones.
El barrio se destaca por ser el único que posee en sus límites urbanos un molino eólico del Parque eólico Antonio Morán.
Desde 2020 empezó la reutilización del viejo corralón de vehículos de la ciudad. Miles de vehículos empezaron a ser compactados desde ese año para dar lugar a una nueva urbanización. El plan abarcó la destrucción de 3500 vehículos y más de 400 motos, más toda la chatarra. Mientras que el nuevo corralón municipal sería trasladado a kilómetro 17 y el dinero resultante sería donado a instituciones del a ciudad. Gracias a esta obra se liberaran para uso urbano alrededor de 20 hectáreas y con proyectos que van desde la construcción de viviendas, pileta,  parque tecnológico y un centro de convenciones.
Para abril de 2022 se conoció que las tierras donde se emplazará el proyecto tenían una afectación diferente, dispuesta años atrás, para una futura terminal de ómnibus de larga distancia. Hoy la terminal no será reubicada. Sin embargo, en este nuevo espacio urbano se dispuso la instalación de un Centro de Transporte Intermodal. También, se conoció modelos de torres mixtas de 15 pisos con planta baja comercial y 4 niveles de oficinas, más departamentos de 1 a 3 dormitorios. Además, se prevén tiras de vivienda en PH con pulmón verde; viviendas en block tipo gamela, con un porcentaje destinado a deportistas y estudiantes.

## Economía
Toda la actividad giraba en torno a YPF hasta su privatización. Hoy La gran parte actividad del barrio gira en torno a la universidad con alquileres y comercios para los universitarios. En el barrio hay algunas empresas y en 2017 la municipalidad inauguró una novedosa planta de elaboración de dulces y extracción de miel en instalaciones municipales.

## Situación ambiental
El área "Campamento Central" eje histórico de la explotación petrolera de YPF; que involucra a este y otros barrios, se halla profundamente afectada por la existencia de alrededor de 2.000 pozos (en su mayoría inactivos y correspondientes a sólo a esta compañía). Los mismos representan un importante pasivo ambiental fruto de ausencia de políticas reguladoras hasta la década de 1990. Actualmente, su saneamiento implicaría una inversión de 200.000 dólares por pozo que la empresa petrolera esquiva en pagar. A esto se debe sumar los ductos se abandonados, tanques en desuso y el necesario rastreo de material radiactivo que se manejó por la zona.
En tanto, su playa hoy está profundamente contaminada por vertientes cloacales que terminan en sus aguas. Esto hace que no sea apta para que los comodorense se bañen, o siquiera se mojen parcialmente el cuerpo. La grave situación es comportadita por los barrios Km 8, Restinga Alí, Km 5, restos de micro barrios General Mosconi y el barrio de la zona sur Stella Maris. La solución sería ejecutar un tratamiento primario de efluente s y conducirlos 1.500 metros aguas adentro del mar, para el vertido con un grado ínfimo de contaminación. Los emisarios y plantas más prioritarios deberían emplazarse en Km.8 y otro en Stella Maris. Sin embargo, se requieren 300 millones de dólares Nación debería financiar las obras.

### Infraestructura
- Asociación Vecinal 25 de Mayo.
  - Avda. Mosconi 3042.

- Educación.
  - U.N.P.S.J.B.
  - Colegio Universitario Patagónico.[10]
- Instalaciones de Comodoro Conocimiento.
- Pista de Atletismo.
- Corralón municipal en traslado.

## Galería

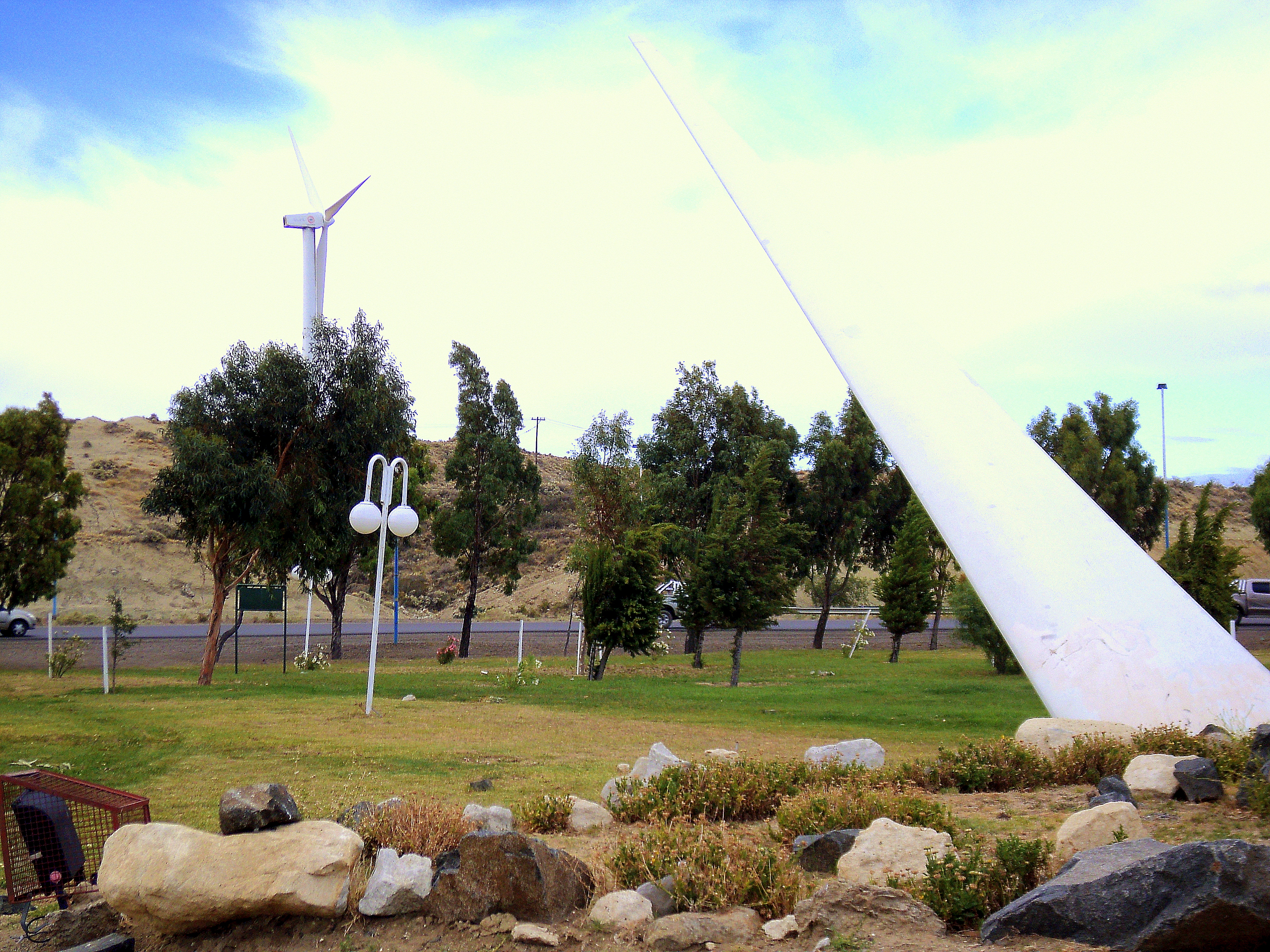
Molino en el intercambiador de Km4, frente a plaza del Viento.
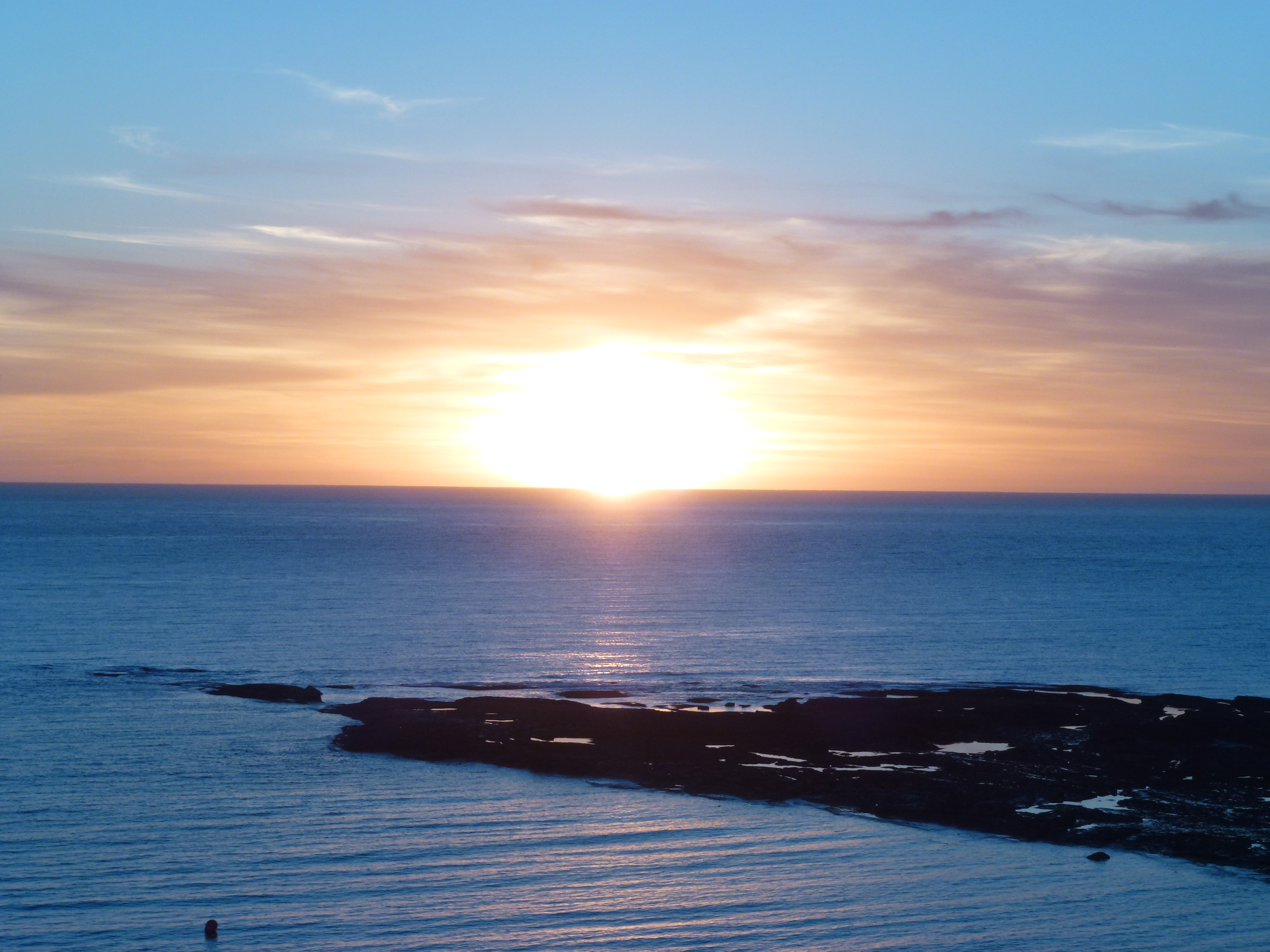
Amanecer en la restinga de Km 4.
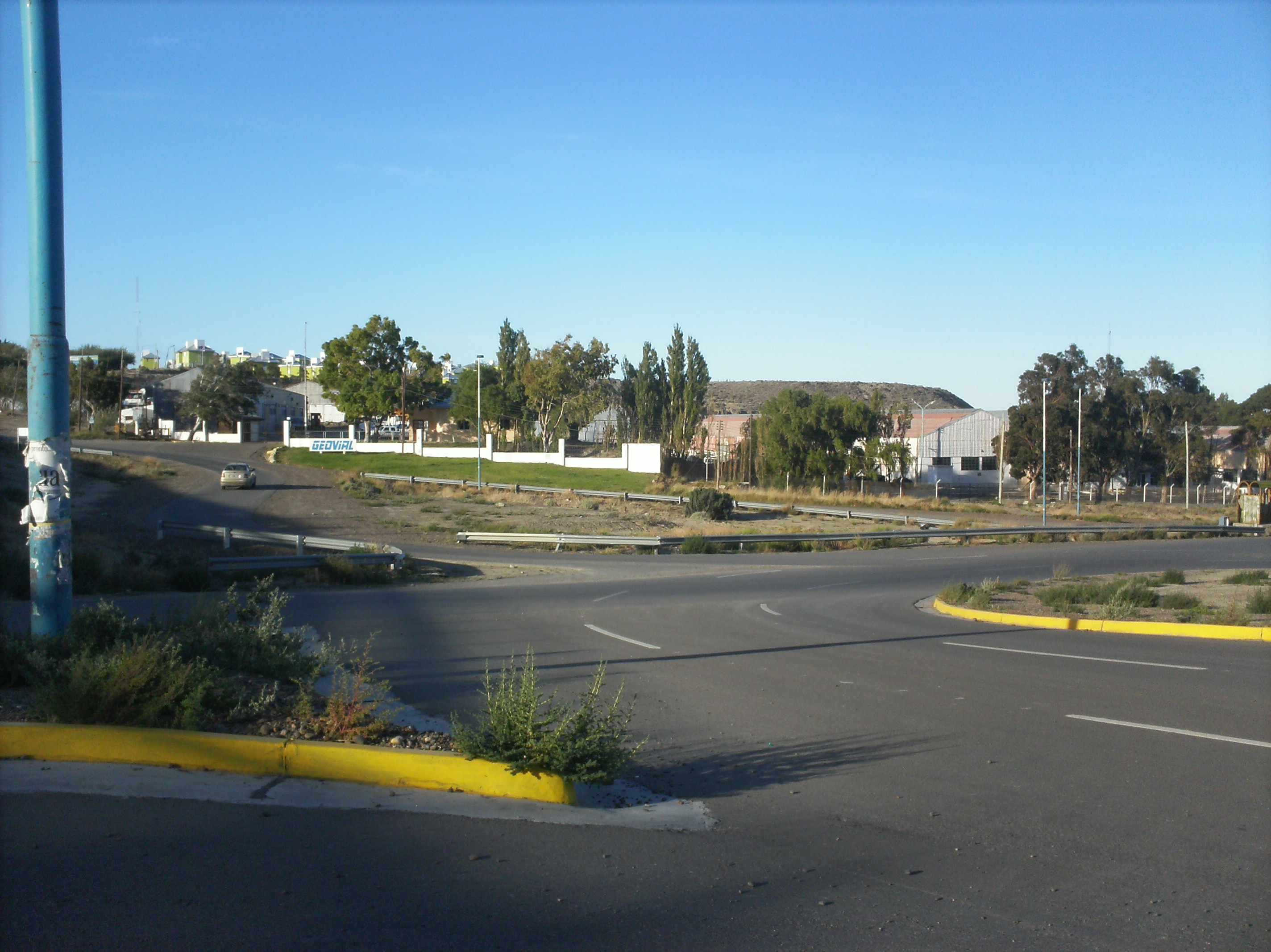
El 4 desde el intercambiador de la ruta 3.